# Bruno Seidlhofer
Bruno Seidlhofer   (Viena, 5 de setembre de 1905 - Viena, 19 de febrer de 1982) fou un pianista austríac.
Durant més de quaranta anys va ser un mític professor de piano a l'Acadèmia de Música de Viena. Entre els estudiants de Seidlhofer hi ha Otto Zykan, Alice Ader, Martha Argerich, Raffi Armenian, Rudolf Buchbinder, Nelson Freire, Friedrich Gulda, Claudia Hoca, Daniel Pollack i Lars Sellergren.

## Biografia
Seidlhofer va estudiar orgue, clavicèmbal, piano, violoncel i composició amb Franz Schmidt. També va estar en estret contacte amb la nova escola de Viena al voltant d'Arnold Schönberg i especialment d'Alban Berg. El 1938, va transcriure L'Art de la Fuga per a piano a quatre mans.
Des de la seva joventut, Seidlhofer va tenir fama internacional com a pianista i professor de piano brillant. Del 1938 al 1980 va ensenyar piano a l'Acadèmia de Música de Viena, de vegades fins i tot d'orgue i clavicèmbal. Durant molt de temps també va treballar com a professor a l'Acadèmia de Música de Colònia. Fou nomenat professor el 1943.
Bruno Seidlhofer va estar convidat a impartir classes magistrals a universitats de tot el món, inclosos el Brasil, el Japó, Escandinàvia i Itàlia. Ha estat membre de jurats en els concursos de piano més prestigiosos, sobretot a Moscou, Ginebra, Viena i Varsòvia.